# Maler von Athen 894

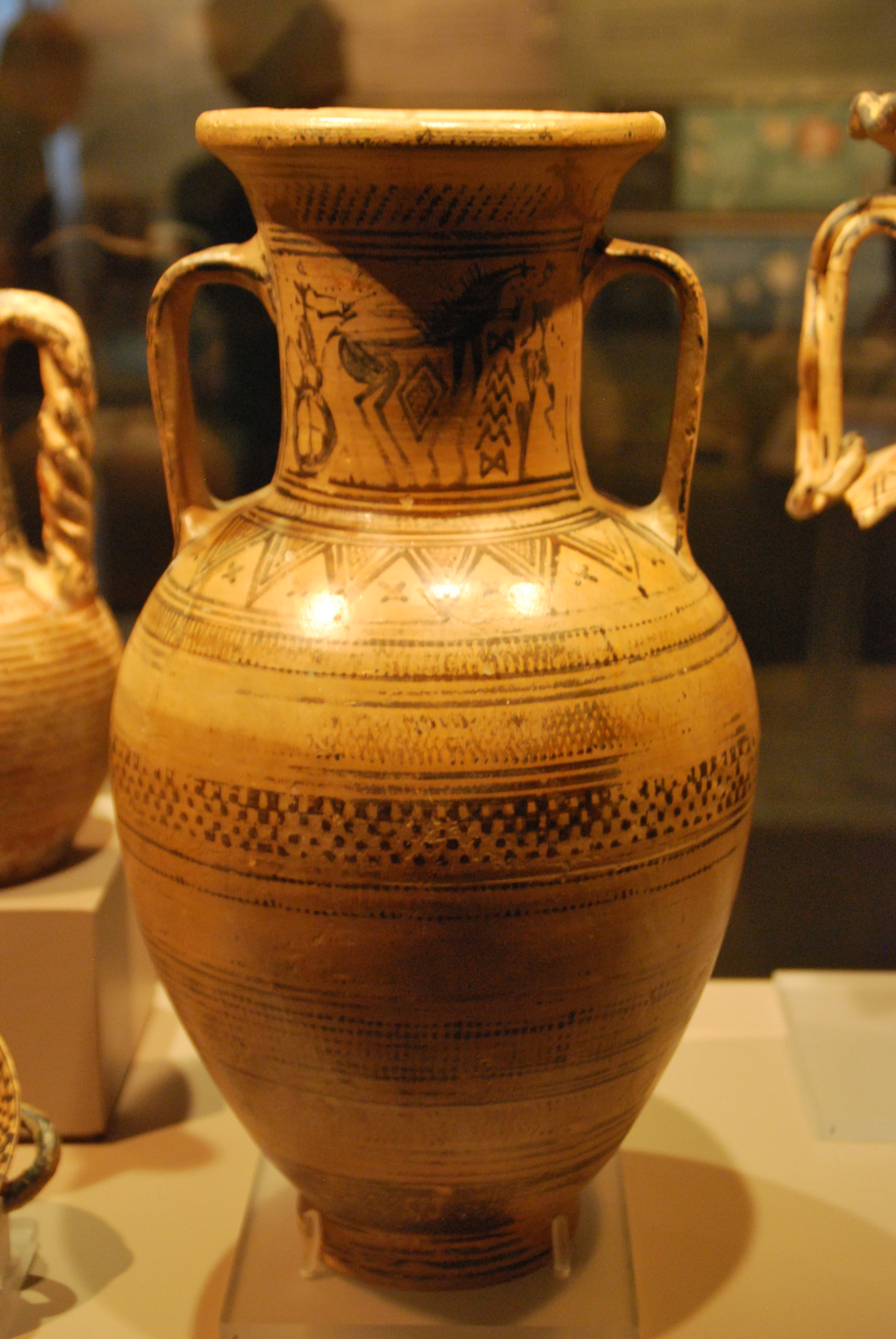
Attisch-spätgeometrische Halsamphora des Malers von Athen 894 mit Pferdegespannen auf beiden Seiten des Halses; um 735/20 v. Chr.; Museum für kykladische Kunst, Athen

Als Maler von Athen 894 wird ein attisch-spätgeometrischer Vasenmaler und wohl auch Töpfer bezeichnet, dessen Werke in das letzte Drittel des 8. Jahrhunderts v. Chr. datiert werden.
Der Maler von Athen 894 ist namensgebend für die Werkstatt von Athen 894, eine der bedeutendsten attischen Keramikwerkstätten der Phase SG II b der spätgeometrischen Zeit. Seine Namenvase befindet sich heute im Nationalmuseum von Athen und hat die Inventarnummer 894. John Nicolas Coldstream schrieb ihm sieben Gefäße zu. Bei der Verzierung der Gefäße weicht er nicht von den anderen Werken der Werkstatt ab, die um seine Werke herum gruppiert werden.